# Syagrus campestris
Syagrus campestris är en enhjärtbladig växtart som först beskrevs av Carl Friedrich Philipp von Martius, och fick sitt nu gällande namn av Hermann Wendland. Syagrus campestris ingår i släktet Syagrus och familjen Arecaceae. Inga underarter finns listade i Catalogue of Life.